# 工業廢料

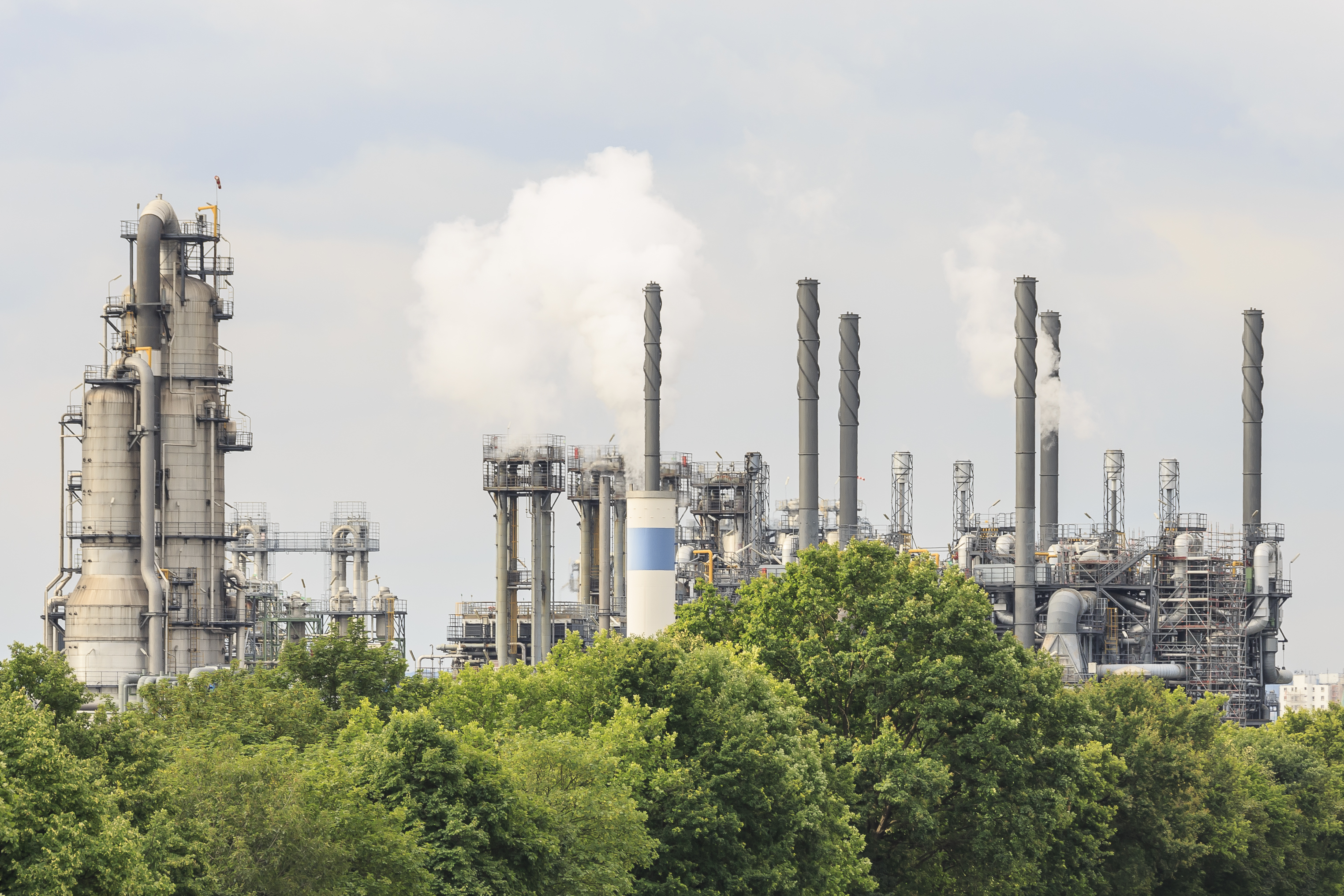
现代化的工业生产有利于减少工业废料的产生

工業廢料指工业活动产生的废弃物。这些废弃物可以是任何工厂或矿场在生产时所产生，无用或剩下的物料，在工业革命时期最初便已经有。一些工业废料的例子有油漆、沙纸、纸制品、金属碎片和放射性废料、化学工业的酸碱污泥、机械工业的废铸砂、食品工业的活性炭渣、纤维工业的动植物的纤维屑、硅酸盐工业的砖瓦碎块等。这种废料，数量庞大，成分复杂，种类繁多。前者如高炉渣、钢渣、赤泥、有色金属渣、粉煤灰、煤渣、硫酸渣、废石膏、盐泥等；后者包括有毒的、易燃的、有腐蚀性的、能传播疾病的及有强化学反应的废弃物。随着工业生产的发展，工业废料数量日益增加。其消极堆放，会占用土地，污染土壤、水源和大气，影响作物生长，危害人体健康，但如经过适当的工艺处理，可成为工业原料或能源。
世界上不少國家和地區都有定下刑罰或罰款以應對工業產生的廢料。一些法案的實行為的就是要保證非法處理工業廢料的行為必需在短時間內修正，令到自然環境能免受不必要的人為污染。

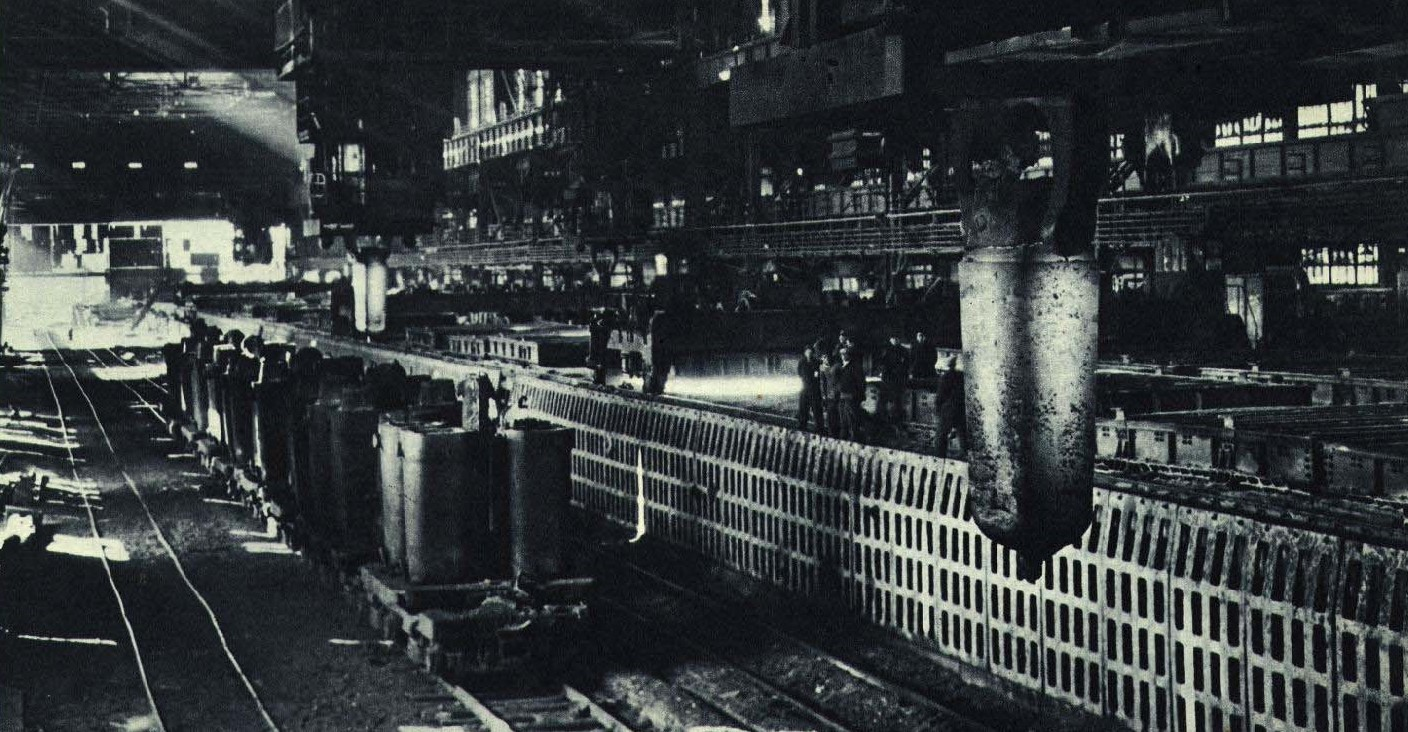
鞍山钢铁厂，当时已经产生了较严重的工业废料问题

## 工業廢料的处理

### 美国的“多管齐下”方案
- 美国拉斯维加斯废料回收工业展览会（ISRI）[2]是美国最大规模、颇具影响力的废料回收工业展览会。它较好地集中废弃物再生利用研究与贸易于一体，为废弃物再生利用行业提供了将近一个世纪的服务。因此，不仅在美国，且在大部分其他国家也有较高的知名度及影响力。[3]
- 美国联邦超级基金法[4]的出台为进一步处理工业废料提供了资金和政策支持

### 中国大陆的处理方案[5]
处理原则：减量化、无害化、资源化

#### 减量化
减量化是指通过适宜的手段减少固体废物的数量。主要有两条途径：
- 通过改革工艺，产品设计或改变社会消耗结构和废物发生机制来减少固体废物发生量

- 通过固体废物处理如压缩、焚烧等处理来减容

##### 推进减量化具体措施
注：不能完全代表中国政府措施，请谨慎看待
- 加快工业固体废弃物的法制建设，纳入法制管理轨道，尽快完善固体废弃物污染防治的法律、法规和标准。

- 建立工业废料管理体系。以固体工业废料申报登记为突破口，与总量控制相结合，综合运用各项环境管理制度和措施，广泛开展一般工业废料的综合利用。对于区域性危险废弃物的利用、处理、处置，实施企业化经营、社会化服务。

- 运用经济手段，按照污染者负担的原则，合理征收工业废料排污费（实践中多为巨额罚款[6]）。

- 开发工业废料处置技术和装备，推进工业废料处理产业化。

- 推行清洁生产，把工业废料尽可能消灭在生产过程中。

#### 无害化
无害化是指工业废料通过工程处理，达到不损害人体健康，不污染周围自然环境的目的。

#### 资源化
资源化是指通过各种方法从工业废料中回收有用组分和能源。目的是减少资源消耗，加速资源循环，保护环境。综合利用工业废料，可以受到良好的经济效益和环境效益。

#### 中国大陆的实践
宁夏：工业废料“变废为宝”实现绿色循环
广东：一企业偷倒工业废料被查处 或面临最高5万元罚款
北京：“毒跑道”被指系工业废料 黑窝点离北京不到200公里